# Sayornis saya
El mosquero llanero o papamoscas llanero (Sayornis saya) es una especie de ave paseriforme de la familia Tyrannidae, una de las tres pertenecientes al género Sayornis. Cría en el noroeste, centro oeste y sur de América del Norte y las poblaciones norteñas migran hacia el sur de Estados Unidos y México en los inviernos boreales.

## Distribución y hábitat
Cría desde Alaska y noroeste de Canadá, hacia el sur por las Grandes Planicies del centro oeste de Estados Unidos (ausente de regiones de la costa del Pacífico, hasta el centro de México (Guanajuato). Se puede encontrar durante todo el año desde el oeste de Colorado hasta el sur de California, y desde el oeste de Texas hasta el centro de México. En los inviernos boreales las poblaciones norteñas migran y se sobreponen con las poblaciones residentes, y también  a zonas desérticas de Texas, del litoral de California y a México (al sur hasta Oaxaca.
Esta especie se reproduce en hábitats de campo abierto, praderas, planicies de artemisas, colinas estériles, cañones y bordes de desiertos; generalmente evita cursos de agua, tierras agriculturables fértiles y terrenos muy forestados. Hasta altitudes de 2850 m.
Durante la invernada se dispersan en diversos ambientes abiertos, de tierras bajas como praderas, campos, matorrales y áreas cultivadas; ambientes quemados; parte baja de cañones; quebradas a lo largo de cursos de agua y praderas; campos riparios desnudos, cerca de corrales. En México en campos áridos a semiáridos con matorrales, cercas y árboles dispersos.

## Sistemática

### Descripción original
La especie S. saya fue descrita por primera vez por el zoólogo francés Charles Lucien Bonaparte en 1825 bajo el nombre científico Muscicapa saya; su localidad tipo es: «río Arkansas, ca. 20 millas de las Montañas Rocosas; cerca de Pueblo, Colorado».

### Etimología
El nombre genérico masculino «Sayornis» proviene del nombre específico de la presente especie: Muscicapa saya, cuyo epíteto «saya» conmemora al entomólogo estadounidense Thomas Say 1787-1834, y se compone con la palabra del griego «ornis, ornithos» que significa ‘ave’.

### Taxonomía
Las formas descritas S. saya pallidus (Swainson, 1827) y S. saya yukonensis L.B. Bishop, 1900, se consideran indistinguibles de la nominal.

### Subespecies
Según las clasificaciones del Congreso Ornitológico Internacional (IOC) y Clements Checklist/eBird se reconocen seis subespecies, con su correspondiente distribución geográfica:
- Sayornis saya saya (Bonaparte), 1825 – del norte de Alaska hacia el sur por el oeste de Canadá y oeste y centro oeste de Estados Unidos hasta el centro de México; inviernos desde el sur de Estados Unidos (California al este hasta Texas) hacia el sur hasta el centro y sur de México.
- Sayornis saya quiescens Grinnell, 1926 – noroeste de México (norte de Baja California e isla de Cedros).